# گوادر

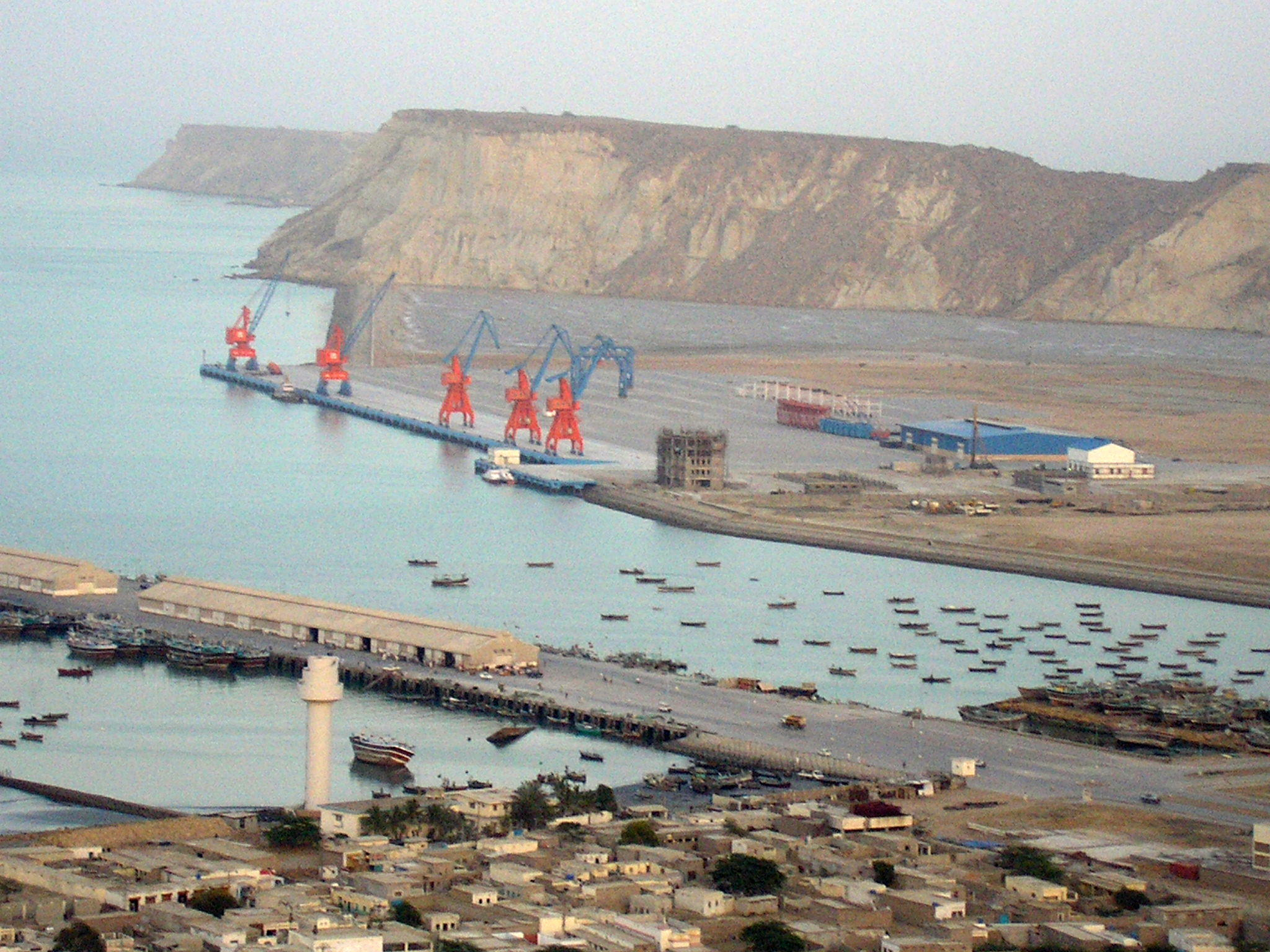
بندرگاه گوادر.

گوادر (بلوچی: گْوادر) بندری‌ست که در-نیمروز ایالت بلوچستان در پاکستان جای‌دارد.
ریشه‌ی نام این‌شهر ازدوواژه‌ی «گْوات»+«در» (به-چمار «دروازه‌ی باد» در بلوچی) ستانده‌شده‌است.
این‌بندر بر-کرانه‌ی دریای مکران واقع شده و بندری درحال‌پیشرفت‌است.دِهْیویِ پاکستان در-سال 2007 امتیاز عملیات بندری گوادر را برای 25-سال به‌یک‌شرکت سنگاپوری واگذاشت و برای 40-سال آینده آن‌را یک بندر آزاد بی‌باژ شناساند.سرمایه‌گذاران چینی نیز در-تأسیسات بندری‌ی گوادر سرمایه‌گذاری کرده‌اند.
دراین‌شهر به‌جزاین‌که فرهنگ آریایی پیشتاز'است،اثر ازفرهنگ‌های سامی و حامی هم دیده‌می‌شود.
بندر گوادر از-رقیبش بندر چابهار تنها 72-کیلومتر فاصله دارد.

## تاریخچه
منطقهٔ گوادر در دوران باستان بخشی از استان گدروزیا در شاهنشاهی ایران بود. و در نوزدهم در زمان سلطنت ناصرالدین شاه قاجار این منطقه بهمراه دیگر مناطق بلوچ نشین در قرارداد گلد اسمیت اول به بریتانیا واگذار شد طبق این قرارداد کلات و مکران و بلوچستان از حاکمیت ایران انتزاع و به بریتانیا واگذار گردید و بلوچستان انگلیس تبدیل گشت.
پس از حملهٔ عرب‌ها این شهر توسط نیروهای محمد بن قاسم در سال ۷۱۱ میلادی اشغال شد. بعدها این منطقه در دست گورکانیان هند و صفویان افتاد. پرتغالی‌ها در سال ۱۵۸۱ گوادر را تسخیر کرده و سوزاندند. در طی دویست سال پس از آن، فرمانروایی منطقه در دست حاکمان محلی قبایل بلوچ بود. خان کلات در سال ۱۷۸۳ حاکمیت گوادر را به تیمور سلطان، حاکم مسقط واگذار کرد.
این شهر در سال ۱۹۵۸ بخشی از کشور تازه‌بنیاد پاکستان شد و در سال ۲۰۰۲ جزئی از ایالت بلوچستان این کشور به‌شمار آمد.

## مشاهیر
سید ظهور شاه هاشمی